# Steganopsis multilineata
Steganopsis multilineata är en tvåvingeart som beskrevs av de Meijere 1924. Steganopsis multilineata ingår i släktet Steganopsis och familjen lövflugor. Inga underarter finns listade i Catalogue of Life.